# The Long Lane
The Long Lane (долгая дорога) — средневековое и современное название римской дороги, которая лежит к западу от Дервентио, римской крепости и викуса в окрестностях современного Дерби, и проходит через Дербишир к Рочестеру (где было римское поселение) в Дрэйкот ин зэ Мурс (англ. Draycott in the Moors). Отсюда и далее эта дорога уже не имеет названия «The Long Lane» и тянется через Стрейтфордшир к Честертону.